# Euphyia timarata
Euphyia timarata är en fjärilsart som beskrevs av Felder 1875. Euphyia timarata ingår i släktet Euphyia och familjen mätare. Inga underarter finns listade i Catalogue of Life.